# Нісіномія
Нісіномія (яп. 西宮市, Західне святилище) — місто в префектурі Хіоґо, Японія. Населення — 487 413 осіб (на 1 жовтня 2019 року).

## Географія
Розміщується в центральній частині острова Хонсю, на північному узбережжі затоки Осака, між містами Осака та Кобе. Загальна площа — 99,96 км². Простягається з півночі на південь на 20 км.
В південній частині міста сконцентровані промислові підприємства, знаходиться порт та гавань для яхт. Північна частина розкинулась біля підніжжя та на схилах гори Кабуто.
В місті розташований лісовий парк Кабутояма та ботанічний сад Кітояма.

## Інфраструктура
Через місто проходять швидкісні автомагістралі «Мейсин» (Комакі — Нісіномія) та «Тюґоку» (Суйта — Сімоносекі), лінія «Сань'є» (Осака — Фукуока) швидкісної залізниці «Сінкансен». На узбережжі Внутрішнього Японського моря збудовано морський порт «Амагасакі-Нісіномія-Асія».
Головну роль в економці відведено туризмові, основна галузь промисловості — харчова, з виробництвом алкогольних напоїв. Місто також має металургійні, машинобудівні, хімічні, поліграфічні та склоробні підприємства.
На придатних для рільництва землях вирощують рис та овочі.

## Історія
Поселення на місці сучасного міста засноване не пізніше XII століття. В часи сьоґунату Токуґава місто було центром виробництва саке, розвивалась торгівля, рибальство, ремісництво.
Залізничне сполучення має з 1874 року, статус міста отримало в 1925 році. Постраждало від землетрусу 1995 року.